# Amazilia rutila
La amazilia canela o colibrí canelo o canela (Amazilia rutila) es una especie de ave apodiforme de la familia Trochilidae —los colibríes— perteneciente al género  Amazilia. Es nativa de México y América Central.

## Distribución y hábitat
Se distribuye por la pendiente del Pacífico desde el noroeste de México, por Guatemala, El Salvador, Honduras, Nicaragua, hasta el centro de Costa Rica, y de forma disjunta por la costa caribeña de la península de Yucatán, Belice y Nicaragua. Ha sido observado a partir de 1992 en el sur de Estados Unidos, en Arizona y el occidente de Texas, y Nuevo México.
Habita en bosques caducifolios y semicaducifolios, bosques espinosos y de segundo crecimiento, hasta los 1650 m de altitud.

## Descripción

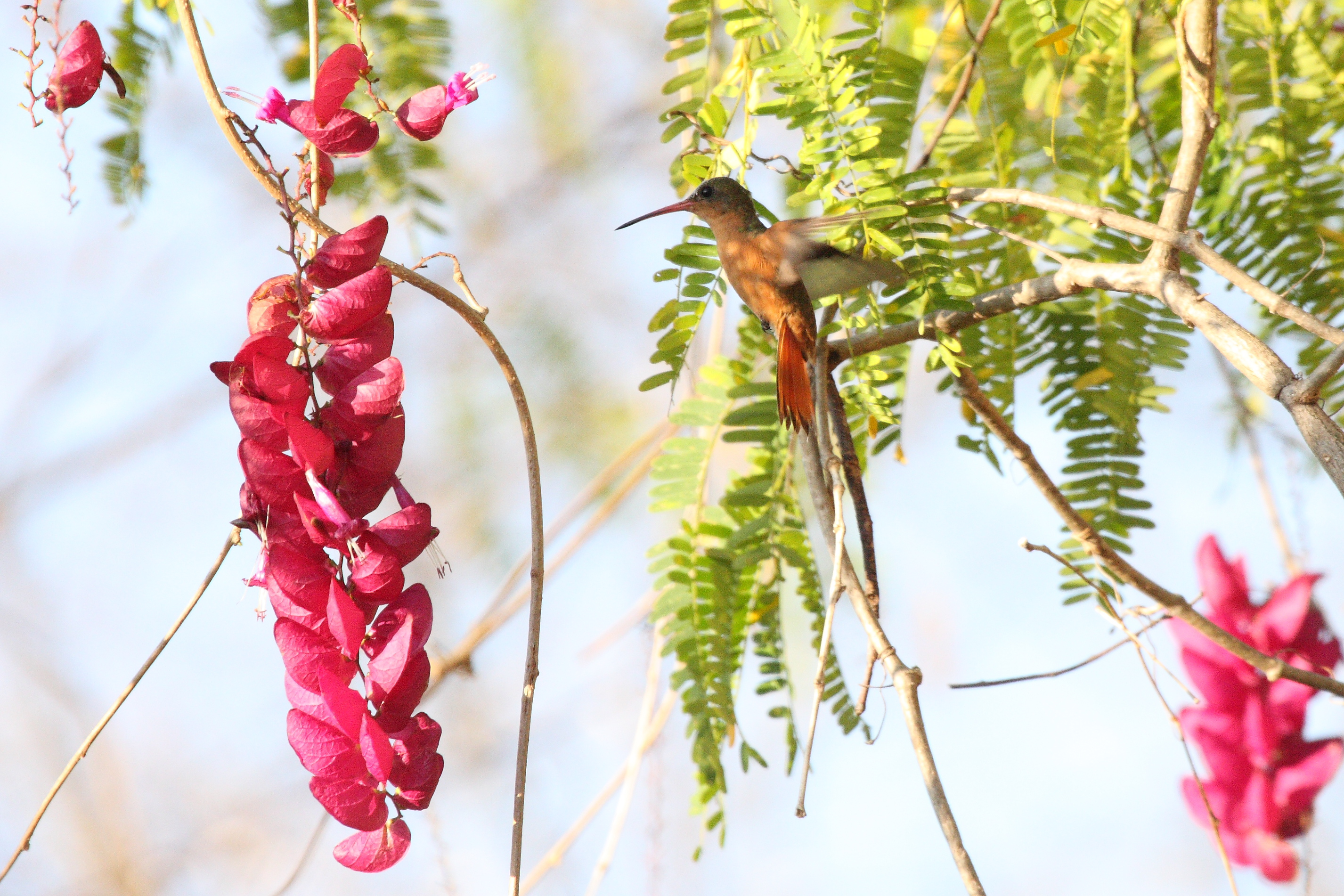
Amazilia rutila alimentándose

En promedio mide 9,5 cm de longitud y pesa 4,8 g. Es de color verde bronceado en la corona, la cara y el dorso; las coberteras supracaudales muestran el borde rufo. El pecho y el vientre son de color canela uniforme, más claro en las hembras y en la garganta. En la cola, las plumas timoneras son de color rufo a castaño, con borde bronce en la punta.  En el macho el pico es rojo con punta negra y en la hembra la maxila es negra en gran parte y presenta rojo sólo en la base y el culmen. Las patas en ambos géneros son fuscas.

## Alimentación
Se alimenta del néctar de las flores de árboles, arbustos y epífitas. Es intensamente territorial y defiende las flores en su área de alimentación.

## Sistemática

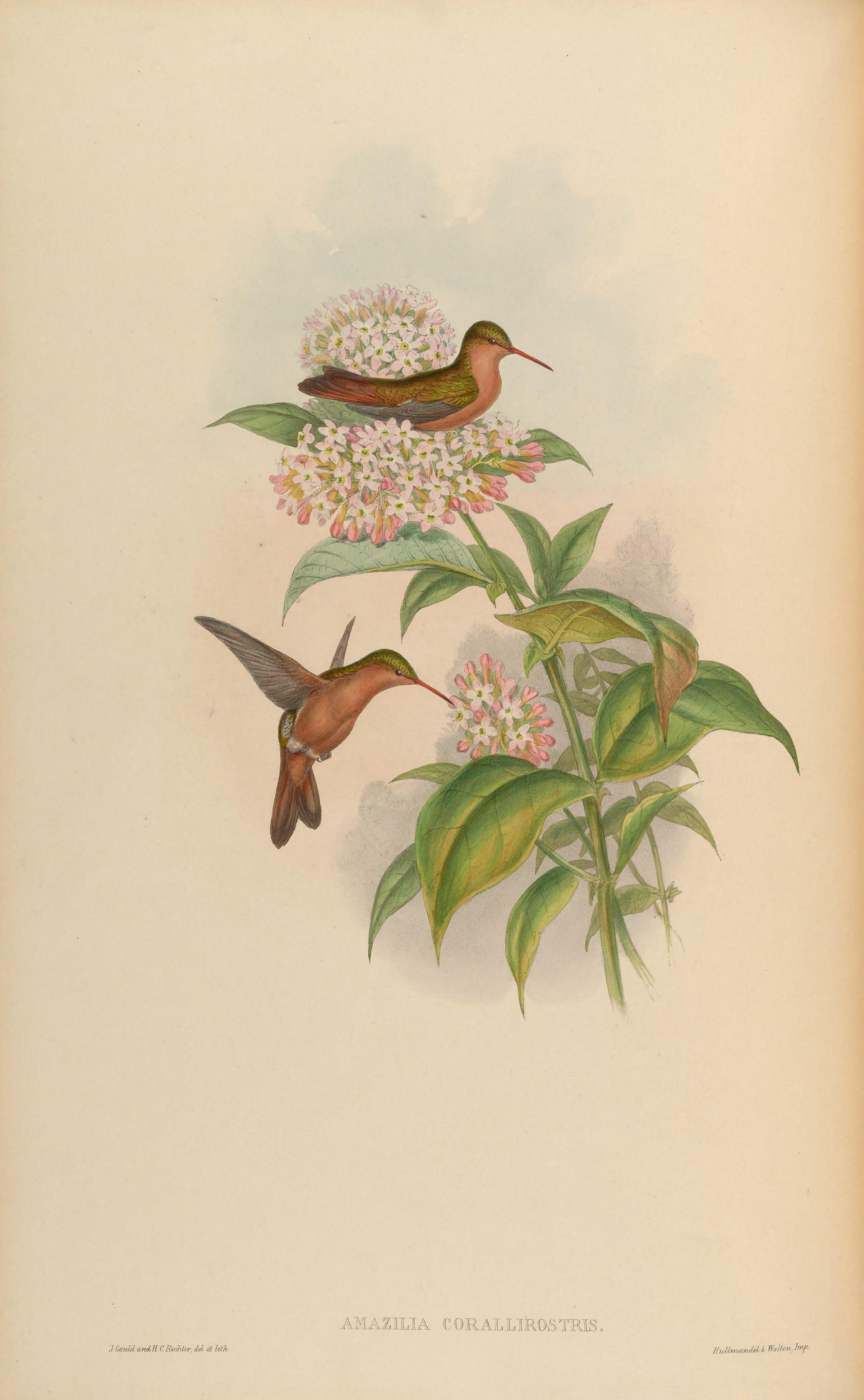
Amazilia corallirostris, sinónimo de Amazilia rutila corallirostris, ilustración de Gould y Richter en A monograph of the Trochilidae, or family of humming-birds 5, 1861.

### Descripción original
La especie A. rutila fue descrita por primera vez por el ornitólogo francés Adolphe Delattre en 1843 bajo el nombre científico Ornismya rutila; su localidad tipo es: «Acapulco, México».

### Etimología
El nombre genérico femenino «Amazilia» fue tomado del nombre específico Ornismya amazilia Lesson; que se refiere a Amazili, una heroína inca en la novela de Jean-François Marmontel «Les Incas, ou la destruction de l’Empire du Pérou» de 1777; y el nombre de la especie «rutila» proviene del latín «rutilus» que significa ‘dorado’, ‘castaño’.

### Taxonomía
La subespecie graysoni ya fue tratada en el pasado como una especie separada. Se registran híbridos de la presente con Amazilia tzacatl.

### Subespecies
Según las clasificaciones del Congreso Ornitológico Internacional (IOC) y Clements Checklist/eBird  se reconocen cuatro subespecies, con su correspondiente distribución geográfica:
- Grupo monotípico graysoni:
  - Amazilia rutila graysoni Lawrence, 1867 – Islas Marías, litoral occidental de México.

- Grupo politípico rutila:
  - Amazilia rutila diluta van Rossem, 1938 – noroeste de México (Sinaloa, Nayarit).
  - Amazilia rutila rutila (Delattre), 1843 – oeste y suroeste de México (de Jalisco a Oaxaca).
  - Amazilia rutila corallirostris (Bourcier & Mulsant), 1846 – sur y sureste de México (desde Chiapas y Yucatán) al sur hasta Costa Rica.